# Kienberg
Kienberg é uma comuna da Suíça, no Cantão Soleura, com cerca de 525 habitantes. Estende-se por uma área de 8,53 km², de densidade populacional de 62 hab/km². Confina com as seguintes comunas: Anwil (BL), Erlinsbach (AG), Obererlinsbach, Oberhof (AG), Oltingen (BL), Wittnau (AG), Wölflinswil (AG).
A língua oficial nesta comuna é o Alemão.